# Uraz (medycyna)

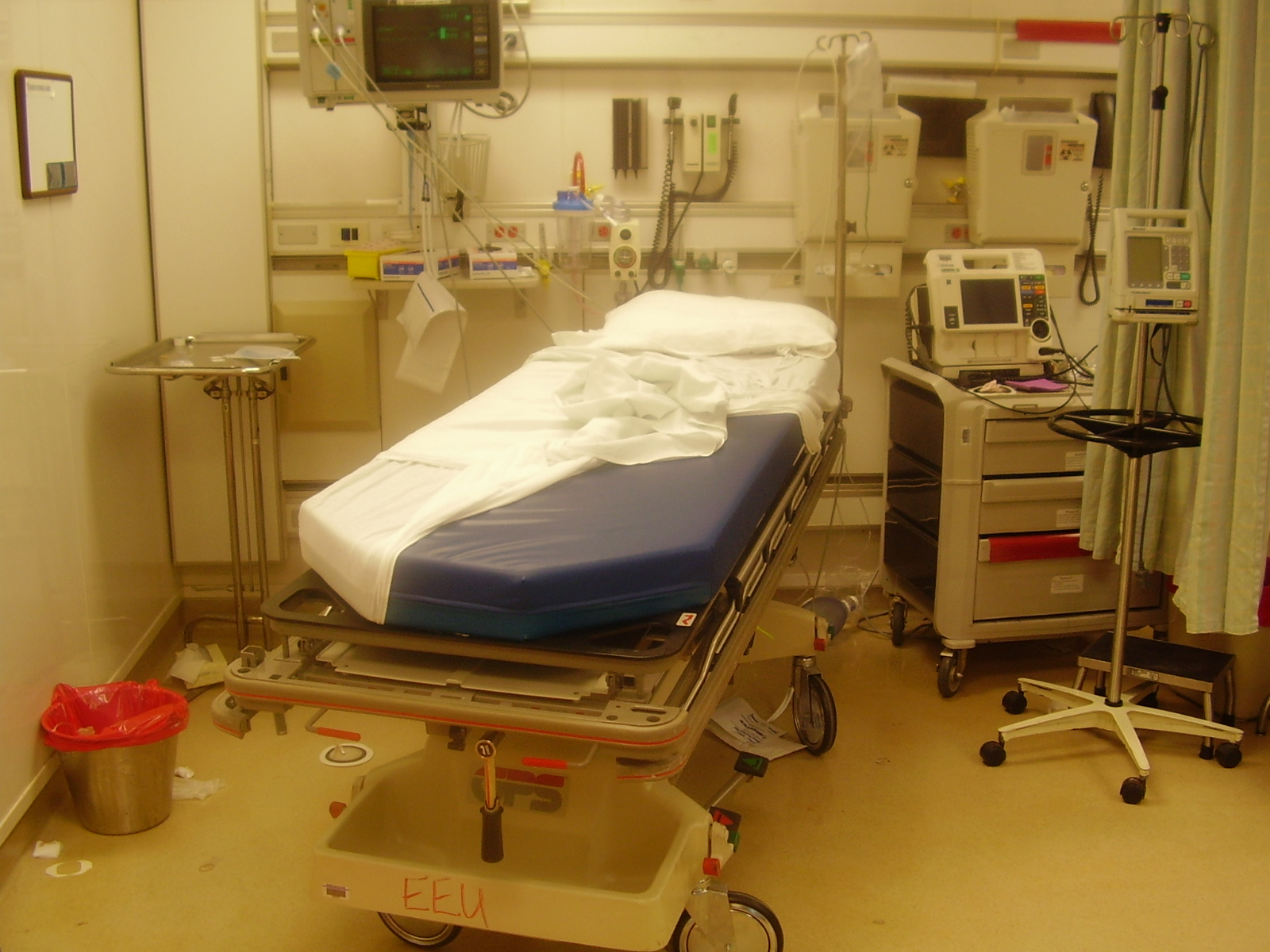
Pomieszczenie intensywnej opieki po interwencji medycznej.

Uraz (łac. trauma) – działanie na ustrój dowolnego czynnika np. mechanicznego, termicznego, elektrycznego itd. skutkujące powstaniem uszkodzeń w obrębie komórek, tkanek i narządów.
Nie należy mylić urazu z obrażeniami, które są skutkiem urazu. Obrażenia się leczy, urazom można tylko zapobiegać. 
Pourazowe uszkodzenia narządu ruchu wywołane urazami mechanicznymi dzieli się, ze względu na rodzaj, stopień i umiejscowienie zmian na:
- stłuczenia
- rany
- złamania
- skręcenia
- zwichnięcia

Leczeniem obrażeń zajmują się najczęściej chirurdzy ogólni lub ortopedzi. Dziedzina medycyny zajmująca się leczeniem obrażeń pourazowych to traumatologia.